# Zale
Zale är ett släkte av fjärilar som ingår i familjen nattflyn.

## Bildgalleri

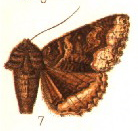
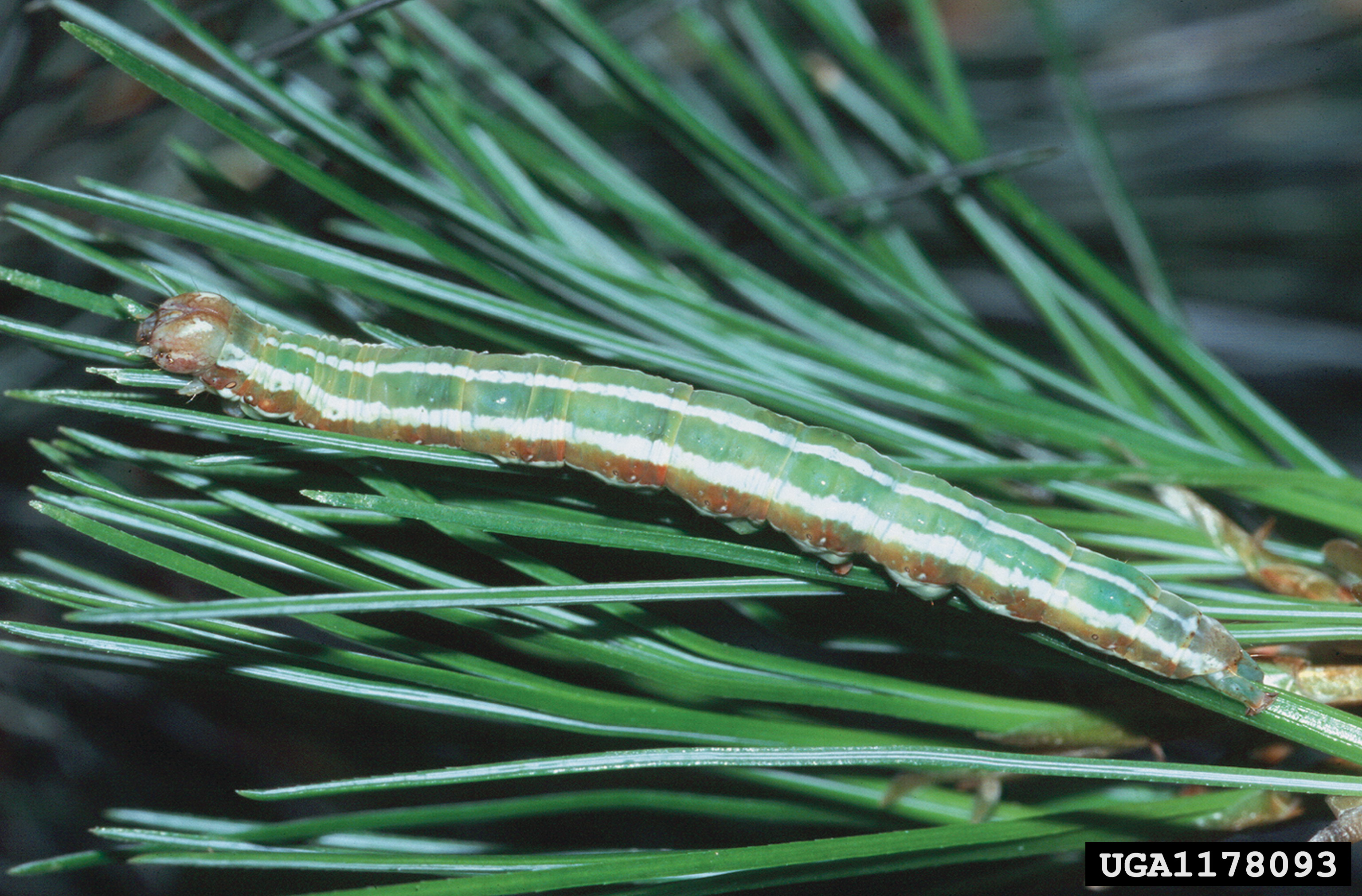
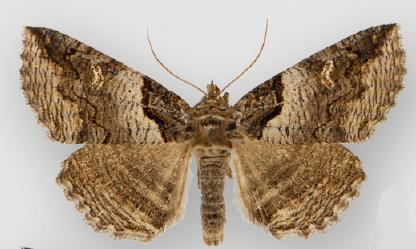
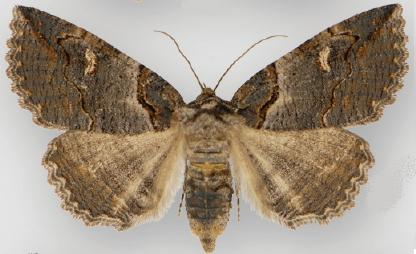

## Dottertaxa tillZale, i alfabetisk ordning[1]
- Zale aemona
- Zale aeruginosa
- Zale albidula
- Zale albiflos
- Zale albofasciata
- Zale albosquamulata
- Zale albovariegata
- Zale alternata
- Zale amata
- Zale atrisquamata
- Zale atritincta
- Zale australis
- Zale benesignata
- Zale bethunei
- Zale brevipennis
- Zale buchholzi
- Zale calycanthata
- Zale chisoensis
- Zale cinerea
- Zale cingulifera
- Zale colorado
- Zale configurata
- Zale confusa
- Zale coracias
- Zale cornix
- Zale corvus
- Zale costifera
- Zale curema
- Zale dealbata
- Zale declarans
- Zale discisigna
- Zale discisignata
- Zale dukinfieldia
- Zale duplicata
- Zale edusa
- Zale edusina
- Zale edusinoides
- Zale erilda
- Zale exaggerata
- Zale excellens
- Zale exhausta
- Zale fictilis
- Zale fluctuaris
- Zale franclemonti
- Zale fuliginosa
- Zale galactea
- Zale galbanata
- Zale gradata
- Zale grata
- Zale gratiosa
- Zale guadulpensis
- Zale helata
- Zale horrida
- Zale incipiens
- Zale insuda
- Zale intenta
- Zale involuta
- Zale janisca
- Zale lapidari
- Zale largera
- Zale lemmeri
- Zale levida
- Zale lineosa
- Zale lucimargo
- Zale lunata
- Zale lunatoides
- Zale lunifera
- Zale marginalis
- Zale meridiana
- Zale metata
- Zale metatoides
- Zale mexicana
- Zale minerea
- Zale minereana
- Zale minereella
- Zale minereoides
- Zale nigricans
- Zale nigrior
- Zale niveplaga
- Zale norda
- Zale notipennis
- Zale obliqua
- Zale obsita
- Zale pachystrigata
- Zale penna
- Zale perculta
- Zale peruncta
- Zale phaeocapna
- Zale phaeograpta
- Zale phoeoleuca
- Zale plenipennis
- Zale plumbeolinea
- Zale plumbimargo
- Zale posterior
- Zale postmedialis
- Zale privata
- Zale procumbens
- Zale purpureobrunnea
- Zale putrescens
- Zale retrahens
- Zale rhigodora
- Zale rosae
- Zale rubi
- Zale rubiata
- Zale rufosa
- Zale ruperti
- Zale sabena
- Zale salicis
- Zale saundersii
- Zale setipes
- Zale sexplagiata
- Zale smithi
- Zale squamularis
- Zale strigimacula
- Zale submediana
- Zale termina
- Zale terrosa
- Zale umbripennis
- Zale undularis
- Zale uniformis
- Zale unilineata
- Zale ustipennis
- Zale vernifera
- Zale viridans
- Zale viridisquama
- Zale woodii
- Zale yavapai
- Zale zana
- Zale zanata